# Афалтербах
Афалтербах (на немски: Affalterbach) е селище и община в окръг Лудвигсбург, федерална провинция Баден-Вюртемберг, югозападна Германия. Има население 4567 души (31 декември 2009) и площ от 10.15 км². Разположен е на 317 метра надморска височина. Телефонният му код е 07144, а пощенският – 71563.

## География
Афалтербах лежи в подножието на възвишенията Лемберг с най-висока точка 365 метра надморска височина. На 4 км югоизточно от град Марбах на река Некар и на 20 км северно от столицата на провинцията Щутгарт.

## Население
Брой жители през годините:
- 1525 – 270
- 1703 – 344
- 1802 – 1033
- 1864 – 1532
- 1939 – 1034
- 2005 – 4625
- 2010 – 4453

## Икономика
В Афалтербах се намира поделението за тунинг на Мерцедес-АМГ. Колата Мерцедес C63 AMG Affalterbach, произведена в малка серия за канадския пазар, носи името на селището.

## Транспорт
Афалтербах има автобусна връзка с близкия Марбах, откъдето с влак може да се стигне до Щутгарт. В делнични дни и при по-голям трафик се открива автобусна линия до Виненден, на 8 км югоизточно.